# Grimoart Gausmar
Grimoart o Grimoart Gausmar (fl. tercer quart del segle XII) fou un trobador occità.

## Vida
No se sap gairebé res d'aquest trobador. No es conserva cap vida ni tampoc apareix documents d'arxiu. Ell mateix se cita com a autor de la seva única poesia conservada (en el vers 62). I Peire d'Alvernha el caricaturitza en la seva sàtira de diversos trobadors Cantarai d'aqestz trobadors (vv. 37-42), on Grimoart ocupa la sisena estrofa i se'n diu que és cavaller i es fa joglar, cosa que és un mal exemple perquè enjoglaritz s'en seran cen ("se n'enjoglariran cent") per cada un que esdevingui cavaller. En tot cas, que aparegui en la sàtira de Peire d'Alvernha vol dir que era un poeta conegut en la seva època encara que només ens n'hagi pervingut una poesia.
S'ha intentat veure el nom d'aquest trobador com una mala transmissió en els manuscrits del nom d'un altre trobador, Guilhem Ademar. Però aquesta hipòtesi no ha estat acceptada (a més, suposaria també un error per part de Peire d'Alvernha).
La poesia amorosa conservada té una estructura estròfica complicada i virtuosa (cobles retrogradades i rims derivatius), i conceptes abstractes que la fan de comprensió difícil. S'hi veu la influència de Marcabrú.

## Obra
- (190,1)[2] Lanquan lo temps renovelha

### Repertoris
- Alfred Pillet / Henry Carstens, Bibliographie der Troubadours von Dr. Alfred Pillet […] ergänzt, weitergeführt und herausgegeben von Dr. Henry Carstens. Halle : Niemeyer, 1933 [Grimoart és el número PC 190]